# Mühlbach (Gais)

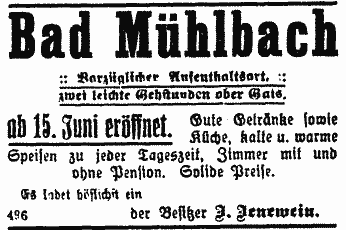
Werbung für Bad Mühlbach im Pustertaler Boten vom 4. Juni 1926

Mühlbach (im lokalen Dialekt Millboch) ist eine Fraktion und Katastralgemeinde der Gemeinde Gais im Mühlbachtal, einem kleinen Seitental des Tauferer Tals in der Nähe von Bruneck (Südtirol, Italien). Das Bergdorf liegt auf rund 1500 m Höhe.

## Geschichte
Mühlbach wurde 1337 als Dorf erstmals erwähnt. Es bildete ein Pimberch (= Steuer- und Wirtschaftsgemeinde) des Gerichts Uttenheim.
1786 erhielt Mühlbach einen eigenen Kaplan. Damals zählte es 226 Seelen. Der Expositus hatte aber kein Tauf- und Trauungsrecht. Die Toten mussten in Gais begraben werden. Außerdem mussten die Mühlbacher zum Hauptgottesdienst nach Gais. Erst 1831 wurden sie von dieser Verpflichtung entbunden.
Mühlbach gehörte bis zum Ende des Ersten Weltkriegs zum Gerichtsbezirk Taufers und war Teil des Bezirks Bruneck. Nachdem es zuvor eine eigene Gemeinde gebildet hatte, wurde Mühlbach 1928 der Gemeinde Gais angegliedert.
Bis ins 19. Jahrhundert war Mühlbach nur zu Fuß erreichbar. In den sechziger Jahren des vorigen Jahrhunderts erhielt es eine drei Kilometer lange Zufahrtsstraße über Percha–Amaten–Tesselberg. Erst 1975–1977 baute man den alten Verbindungsweg nach Uttenheim zu einer Fahrstraße aus.
Das Mühlbacher Badl (1694 m), das höchstgelegene seiner Art im Pustertal, wurde von Einheimischen gern besucht. Es war ein Bauernbad, in dem eine heitere Vermischung von Badebetrieb (in Holzbottichen) und Almleben herrschte. Die Heilkraft des Bades wurde sehr gerühmt, besonders bei Erkrankungen der Verdauungsorgane. Die Badegäste mussten sich aber selber verpflegen.
1967 brannte das schon von Beda Weber gepriesene Bad ab. Haus und Kapelle sind inzwischen zwar wieder aufgebaut, der Badebetrieb ist aber noch nicht wieder aufgenommen worden.
Die Mühlbacher Kirchensinger sind eines der wenigen heute noch bestehenden Laienchöre, wie sie ursprünglich in weiten Teilen Tirols für die Gottesdienstgestaltung zuständig waren. Ihr Liedgut wurde vom Tiroler Landesmuseum Ferdinandeum dokumentiert.

## Bildung
In Mühlbach gab es eine Grundschule für die deutsche Sprachgruppe. Diese wurde 2013 aufgrund zu geringer Einschreibungszahlen geschlossen.

## Sehenswertes
- Kuratiekirche zu den Heiligen 14 Nothelfern
- Mühlbacher Badl

## Sonstiges
- Von Mühlbach startet der Normalweg auf die Große Windschar im Norden des Ortes.
- Die Mitglieder der Gruppe Tiroler Wind kommen aus Mühlbach.